# 阿雷索
阿雷索（西班牙語：Areso）是西班牙纳瓦拉的一个市镇。总面积12平方公里，总人口284人（2001年），人口密度24人/平方公里。